# Daniel S. Lehrman
Daniel Sanford Lehrman (* 1. Juni 1919 in New York City, New York; † 29. August 1972 in Santa Fe, New Mexico) war ein US-amerikanischer Psychologe und Verhaltensforscher (Ethologie/Psychobiologie) an der Rutgers University. Er befasste sich unter anderem mit den neuroendokrinologischen Grundlagen des Fortpflanzungsverhaltens von Lachtauben. Gemeinsam mit Robert Hinde gilt er als Begründer des Forschungsgebiets der Verhaltens(neuro)endokrinologie.

## Leben und Wirken
Daniel Lehrman war schon als Jugendlicher begeisterter Vogelbeobachter. Er veröffentlichte bereits als Schüler an der High School erste wissenschaftliche Ergebnisse (unter Gladwyn Kingsley Noble). Lehrmans Studium wurde vom Militärdienst im Zweiten Weltkrieg unterbrochen. Er erwarb 1946/1947 am City College of New York einen Bachelor in Biologie und in Psychologie und 1954 bei Theodore C. Schneirla an der New York University einen Ph.D. in Psychologie.
1954 war er Gründungsdirektor des Instituts für Verhaltensforschung der Rutgers University, wo er während seiner kurzen Karriere verblieb.
Lehrmans Arbeiten werden auch mehrere Jahrzehnte nach seinem Tod noch regelmäßig zitiert. Laut Datenbank Scopus, die Zitationen überwiegend erst aus der Zeit nach den 1970er Jahren erfasst, hat er (Stand Dezember 2020) einen h-Index von 16. Sein einflussreicher Aufsatz A Critique of Konrad Lorenz’s Theory of Instinctive Behavior (1953), in dem er sich besonders mit Lorenz’ rassebiologischen Thesen, aber auch mit der Instinkttheorie insgesamt auseinandersetzte, bestärkte Lehrmans Ruf auf dem Feld der Verhaltensforschung.
Dan Lehrman war seit 1961 mit der Psychologin Dorothy Dinnerstein verheiratet. Er starb im Alter von 53 Jahren während eines Sommerurlaubs an einem Herzanfall.

## Auszeichnungen (Auswahl)
- 1960 Fellow der American Association for the Advancement of Science
- 1970 Mitglied der National Academy of Sciences[2]
- 1971 Mitglied der American Academy of Arts and Sciences[3]